# 31 juillet 1987
Le vendredi 31 juillet 1987 est le 212e jour de l'année 1987.

## Naissances
- Étienne Delangle, joueur français de rugby à XV
- Aleksa Popović, joueur de basket-ball monténégrin
- Alfonso Blanco, footballeur mexicain
- Amrita Acharia, actrice
- Anton Fink, footballeur allemand
- Brittany Byrnes, actrice australienne
- Celina Sinden, actrice britannique
- David Bogie, pilote automobile écossais de rallyes
- Desiree Scott, joueuse de football canadienne
- Emra Tahirović, footballeur suédois
- Jānis Šmēdiņš, joueur de beach-volley letton
- Juelz Ventura, actrice pornographique brésilienne
- Lucie Boujenah, actrice française
- Lukas Runggaldier, coureur du combiné nordique italien
- Michael Bradley, joueur de football des États-Unis
- Mikaël Brageot, aviateur de vol français
- Paolo Dal Molin, athlète italien
- Philip Gogulla, joueur de hockey sur glace allemand
- Sébastien Cantini, footballeur français
- Saia Fekitoa, joueur tongien de rugby à XV
- Shankar Tucker, clarinettiste et compositeur américain
- Thomas Guldhammer, coureur cycliste danois
- Vitaliy Shchedov, cycliste ukrainien

## Décès
- Aleksandar Petrović (né le 8 septembre 1914), joueur de football serbe
- Joe Liggins (né le 9 juillet 1915), chanteur et pianiste américain
- Joseph E. Levine (né le 9 septembre 1905), producteur de cinéma américain

## Événements
- Canada : la tornade d'Edmonton, une des plus puissantes jamais signalées au Canada, frappe la capitale de l'Alberta et fait 27 morts.
- Affrontements entre forces de l'ordre et pèlerins iraniens à La Mecque : 402 morts, dont 275 iraniens. Les relations diplomatiques sont rompues entre Riyad et Téhéran.
- Début du championnat d'Allemagne de football 1987-1988
- Création de la chaîne de télévision E!
- Sortie du film américain Génération perdue
- Sortie du film américain Ghoulies 2
- Sortie du film soviétique Les Adieux à Matiora
- Création du parc national de Kushiro Shitsugen au Japon
- Sortie du film Tuer n'est pas jouer